# Ulrike Plath

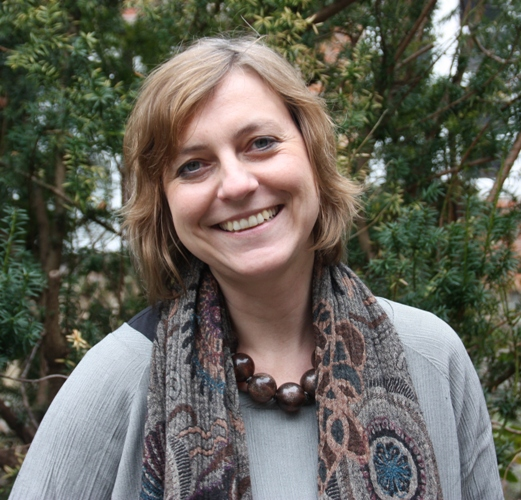
Ulrike Plath

Ulrike Plath (* 12. Januar 1972 in Augsburg) ist eine deutsche Historikerin.

## Leben
Plath machte 1991 in Augsburg Abitur und studierte anschließend von 1991 bis 1999 an der Universität Hamburg Geschichte, Finnougristik und Volkskunde – unterbrochen durch ein Studienjahr an der Universität Tartu. Nach ihrem 1999 erfolgten Studienabschluss war sie zunächst für drei Jahre Doktorandin innerhalb eines Forschungsprojekts der Universität Greifswald und ab 2004 an der Universität Mainz, wo sie 2006 mit einer Arbeit über die gemeinsame Geschichte und gegenseitige Wahrnehmung von Deutschen und Esten zum Dr. phil. promoviert wurde.
Seit 2007 forscht und lehrt Plath in Estland, zunächst als Wissenschaftlerin am Under und Tuglas Literaturzentrum, seit 2012 als Professorin für deutschbaltische Geschichte und Kultur an der Universität Tallinn.

## Werk
Plaths Forschungsschwerpunkt liegt auf der neueren Geschichte Estlands und Lettlands sowie insbesondere der Rolle der dort ansässigen Deutschen. Dabei ist die Interaktion zwischen den verschiedenen Bevölkerungsgruppen das zentrale Thema. Sie ist eine der Autorinnen in dem von Liina Lukas geleiteten Forschungsprojekt „Geschichte der baltischen Schriftkultur“, dessen erster Band 2021 erschienen ist.
Einen zweiten Schwerpunkt bildet die Umweltgeschichte, zu der sie verschiedene Konferenzen organisiert hat. Sie war federführend bei der Gründung des Umweltforschungsinstituts der Tallinner Universität und von 2011 bis 2017 dessen Direktorin.

## Bibliografie (Auswahl)

### Monografien
- Esten und Deutsche in den baltischen Provinzen Russlands. Fremdheitskonstruktionen, Lebenswelten, Kolonialphantasien 1750–1850. Wiesbaden: Harrassowitz 2011. 360 S.
- (Herausgabe gemeinsam mit Liina Lukas, Kadri Tüür, unter Mitwirkung von Jaan Undusk): Umweltphilosophie und Landschaftsdenken im baltischen Kulturraum / Environmental philosophy and landscape thinking. Tallinn: Underi ja Tuglase Kirjanduskeskus 2011. 376 S.
- (gemeinsam mit Ester Bardone, Anu Kannike, Inna Põltsam-Jürjo) 101 Eesti toitu ja toiduainet. Tallinn: Varrak 2016. 213 S.
- (Herausgabe gemeinsam mit Diana Mincytė) Food culture and politics in the Baltic States. London, New York: Routledge 2017. xi, 136 S.

### Artikel
- Das Erbe von Jakob Hurt: Das Estnische Nationalmuseum, in: Estonia 2/1999, S. 20–29.
- Nichts Neues im wilden Osten? Die baltischen Provinzen Russlands im Blick deutscher Reisender und Migranten um 1800, in: Arnd Bauerkämper et al. (Hgg.): Die Welt erfahren. Reisen als kulturelle Begegnung von 1780 bis heute. Frankfurt, New York: Campus Verlag 2004, S. 43–69.
- Untergang oder Reform? Die Deutschen im Baltikum zu Beginn des 19. Jahrhunderts, in: Jan Hecker-Stampehl et al.: Untergangsvorstellungen im Ostseeraum / Perceptions of Loss, Decline and Doom in the Baltic Sea Region. Berlin: Berliner Wissenschafts-Verlag 2004, S. 299–322. (The Baltic Sea Region: Northern Dimensions – European Perspectives; 1)
- Surrogates in Baltic nutrition and culture in the 19th century, in: Cornelius Hasselblatt (Ed.): The End of Autonomy? Studies in Estonian Culture. Maastricht: Shaker Verlag 2008, S. 52–68. (Studia Fenno-Ugrica Groningana 5).
- Mütter, Ammen und Korsetts: Frauen im baltischen Biedermeier, in: Eesti Kunstimuuseumi toimetised, 2011, S. 169–194.
- Baltic Asparagus: Transnational Perspectives on Gardening and Food Culture (17th–19th cc.), in: Beata Paškevica (Ed.): Tulkojums ar garšu. Ēdiena valodnieciskie un starpkultūru aspekti. Valmiera: Vidzemes Augstskola 2012, S. 40–64.
- Baltische Nahrungsgeschichte. Forschungsbericht, in: Nordost-Archiv: Zeitschrift für Regionalgeschichte, 22, 2014, S. 263–270.
- Libertinistlik kirjandus ja „valgustuse erootika“ Baltikumis, in: Eesti Ajalooarhiivi toimetised / Acta et commentationes Archivi Historici Estoniae, 28 (21), 2014, S. 283–310.
- Das Bremer Börsenbild als Allegorie. Planwagen, Konquistadores und der „deutsche Benjamin“, in: Eesti Kunstimuuseumi toimetised, 5 (10), 2015, S. 359–380.
- Põgenikena saksa Reich'is ehk ränne eesti järelümberasujate identsusnarratiivis. in: Vikerkaar 4–5/2016, S. 121–135.
- Politik als Erlösung. Überlegungen zu Karl Gottlob Sonntags Aufklärungstheologie, in: Liina Lukas, Michael Schwidtal, Jaan Undusk: Politische Dimensionen der baltischen literarischen Kultur. Berlin: LIT-Verlag 2018, S. 123–161. (Schriften der Baltischen Historischen Kommission; 22).
- (gemeinsam mit Linda Kaljundi). Serfdom as Entanglement: Narratives of a Social Phenomenon in Baltic History Writing. Journal of Baltic Studies, 51 (3), 2020, S. 349–372.

## Sekundärliteratur
- (estnisch) Interview mit Ulrike Plath in Horisont 5/2015, S. 36–41